# Clinodiplosis uliginosa
Clinodiplosis uliginosa is een muggensoort uit de familie van de galmuggen (Cecidomyiidae). De wetenschappelijke naam van de soort is voor het eerst geldig gepubliceerd in 1914 door Ephraim Porter Felt.